# Bălți (departement)

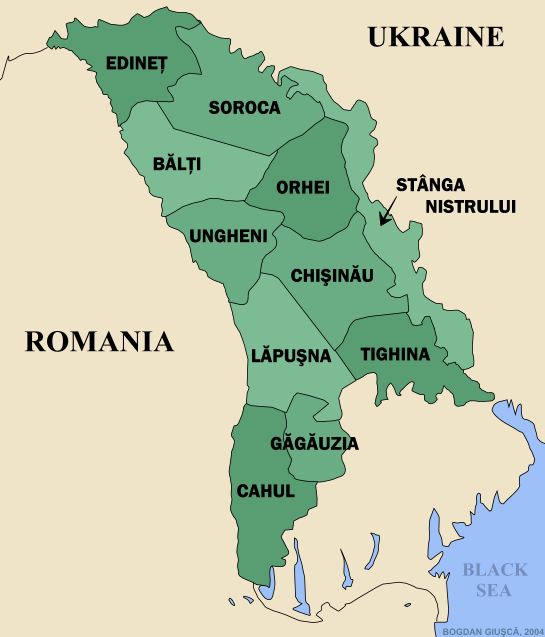
Departementen van Moldavië

Het departement Bălți (Mold.: Județul Bălți) was van 1999 tot 2003 een departement dat in het noorden van Moldavië lag.
De hoofdstad van het departement was de gelijknamige stad Bălți, dat op de twee na grootste stad van Moldavië was.
Er waren 82 gemeenten, waarvan 7 steden: Bălți, Biruința, Costești, Fălești, Glodeni, Rîșcani en Sîngerei.
De gangbare afkorting voor het departement is BA.
Het departement grensde Roemenië in het westen, Departement Ungheni in het zuiden, Departement Orhei in het oosten, Departement Soroca in het noorden en Departement Edineț in het noordwesten.

## Hoofdstad Bălți
De hoofdstad van het departement, Bǎlți, ligt aan de rivier Rǎut, en had in 1989 159.000 inwoners.
De stad ligt ongeveer 150 km ten noordwesten van de Moldavische hoofdstad Chișinǎu.
De meerderheid in Bǎlți-stad zijn de Moldaviërs (Roemenen), met 54% van het inwonersaantal. De grootste minderheid zijn de Oekraïners (24%) en daarna de Russen (19%).